# Moustérien à denticulés
Objets typiques
Denticulé

Le Moustérien à denticulés est une culture archéologique régionale européenne du Moustérien à la fin du Paléolithique moyen. Il est en général attribué exclusivement à l'Homme de Néandertal. 
Ce faciès est caractérisé par l'abondance de denticulés, objet déjà présent dans l'Acheuléen, faciès archéologique précédent le Moustérien.
C'est un faciès régional caractéristique de la fin du Moustérien, on le trouve principalement dans le Nord de l'Espagne, en France, voire en Italie. Il semble résulter de la combinaison de facteurs économiques, techniques et culturels,.

## Définition
La première caractérisation du Moustérien à denticulés est celle de Bordes en 1953: outils denticulés très nombreux et typiques, racloirs rares, bifaces et couteaux à dos très rares, souvent atypiques. Cette définition évolue avec les années et les fouilles, Bordes y rajoute les encoches, qui sont entre 9 et 46% des outils sur un site de fouille, et que les denticulés sont entre 20% et 48%. 
Les denticulés et encoches moustériennes sont des éclats, débités d'un nucléus par la méthode Levallois, puis retouchés pour obtenir le tranchant ou la fonction voulue.

## Sites archéologiques
- Arcy-sur-Cure dans le département de l'Yonne[1]
- Grotte Tournal dans le département de l'Aude.
- Grotte de Montou dans les Pyrénées-Orientales